# Pique (udde)
Pique är en udde i Antarktis. Den ligger i Sydshetlandsöarna. Argentina, Chile och Storbritannien gör anspråk på området.
Terrängen inåt land är platt åt nordost, men åt sydväst är den kuperad. Havet är nära Pique åt nordost. Trakten är glest befolkad. Närmaste befolkade plats är Escudero Station, 3,6 kilometer norr om Pique. 